# Itzhak Peri
Itzhak Arie Peri , la naștere Ernő Friedmann sau Ernest Friedmann (în ebraică:יצחק אריה פרי, n.1925 sau 1927 - d.2011) a fost un istoric și pedagog israelian, originar din Transilvania (România). S-a distins prin cercetări și scrieri istorice despre istoria evreilor din Ungaria și Transilvania și în domeniul pedagogiei.

## Biografie
Peri s-a născut în 1925 sau 1927 la Târgu Mureș, în Transilvania, în Regatul României, sub numele de Ernest (Ernő) Friedmann, într-o familie de evrei ortodocși evlavioși.Tatăl său, Efraim Friedmann, era hasid Satmar și a fost secretarul comunității evreiești ortodoxe din oraș. În copilărie Friedmann a învățat la scoala tradițională religioasă Heder (Talmud Tora) și apoi în ieșiva rabinului Menachem Sofer și a frecventat ca elev extern un liceu din Cluj. Din 1940 regiunea în care locuia a fost reanexată la Regatul Ungariei, în virtutea Dictatului de la Viena. 
În 1944 cu două luni înainte de a termina examenul de bacalaureat, Friedmann a fost luat împreună cu familia în ghetoul organizat rapid pentru evreii din oras, și apoi trimis la Auschwitz. Părinții și sora sa, cu copiii ei, au fost omorâți, la fel și alte rude ale sale. În ianuarie 1945 în vremea retragerii armatei naziste, a fost târât vreme de doua luni într-un „marș al morții” din care a izbutit să fugă împreună cu fratele sau, Mordehai. A găsit o armă cu care s-a înfruntat cu niște SS-iști beți, dar, în cele din urmă, frații au fost capturați și duși la muncă forțată într-o fabrică germană de avioane. În mai 1945 a supraviețuit și a fost eliberat. S-a întors la Târgu Mureș, unde nu a mai găsit niciun membru al familiei. Împreună cu un prieten concetățean, Arie Bíró (care s-a distins ulterior ca luptător în armata israeliană,în unitatea 101) a trecut clandestin, fără acte, granița, ajungând până în Italia, unde a fost primit într-un seminar de profesori evrei,în care a studiat vreme de un an și jumătate. Apoi a emigrat în Israel, unde și-a ebraizat numele în Itzhak Peri. El s-a înrolat în rândurile unităților din  Haganá,a luat parte la luptele de la Tzfat și la Războiul de Independență a Israelului. 
În anii 1950, în timpul muncii sale ca profesor și director de școală elementară, Peri a terminat licența în istorie generală și sociologie la filiala din Haifa a Universității ebraice din Ierusalim. După câțiva ani a terminat la Universitatea din Tel Aviv și o licență în literatura ebraică și în pedagogie. Ulterior, a terminat la Universitatea ebraică și masteratul în istoria evreilor, teza sa despre evreii maghiari în Evul Mediu fiind condusă de Yaakov Katz.
Ca încununare a activității sale pedagogice, Peri a întemeiat la  Givatayim un colegiu pentru perfecționarea cadrelor didactice, pe care l-a condus până în 1987. A terminat apoi și două doctorate - unul cu o teză despre evreii ardeleni în cadrul Facultății de Științe Iudaice a Universității din Tel Aviv, sub îndrumarea profesorilor Tzvi  Ankori și Arie Levi, iar celălalt despre concepția muncii didactice în Statele Unite. 
Itzhak Peri a participat la scrierea pasajelor consacrate Transilvaniei în Enciclopedia geografică a Holocaustului din Ungaria, sub redacția lui Randolph Lewis Braham
Peri a încetat din viață în 2011.  

### Viața privată
A fost căsătorit cu Tzipora, pe care a cunoscut-o în zilele Holocaustului.
Fiul și fiica sa au donat arhiva sa Muzeului patrimoniului iudaismului maghiar, aflat la Tzfat, Bibliotecii Institutului Yad Vashem din Ierusalim și altor instituții.

## Scrieri
- 1977 - Prakim betoldot hayehudim beTransilvania baét hahadashá, Korot yehudey Marosvásárhely vehasvivá , Tel Aviv

(Capitole din istoria evreilor din Transilvania in epoca modernă, istoria evreilor din Târgu Mureș și împrejurimi
- 1994 - Toldot Hayehudim veTransilvania bimei habeinayim hameuharim, bameot shlish esre ad shva esre, Editura Tarbut, Tel Aviv  (Istoria evreilor din Transilvania în Evul Mediu târziu din secolul al XIII-lea până în al XVII-lea)
- 1992 - Prakim vetoldot hayehudim beHungaria bImei Habeináyim - mimabat mishpatí-hevratí, Tel Aviv, ediția autorului (Capitole din istoria evreilor din Ungaria în Evul Mediu - din perspectivă juridică și socială)
- 1993 - Kitzur toldot hayehudim beHUngaria: mehayamim hakedumim vead leahar haShoá  (Scurtă istorie a evreilor din Ungaria: din vechime și până după Holocaust) în ediția autorului
- 1995 - Toldot hayehudim  beTransilvania bameá haesrim

(Istoria evreilor din Transilvania în secolul al XX-lea) - în 2 părți
- 2001-2007Toldot Hayehudim veHungaria:mimei hakibush haromi beHungaria hakedumá  (Pannonia) vead leahar hashoá, ediția a doua lărgită și revizuită , in 4 volume, Tel Aviv

(Istoria evreilor din Ungaria: din vremea cuceririi romane a Ungariei antice (Pannonia) și până după Holocaust)
1. 1 2  Yitzhak Perri-Friedman, Autoritatea BnF